# انتقام خوره‌ها
انتقام خوره‌ها (انگلیسی: Revenge of the Nerds) فیلمی آمریکایی در سبک کمدی نوجوانان به کارگردانی جف کنیو و با بازی رابرت کارادین، آنتونی ادواردز، تد مک‌گینلی و برنی کیسی محصول سال ۱۹۸۴ است.